# Farina (Illinois)
Farina es una villa ubicada en el condado de Fayette en el estado estadounidense de Illinois. En el Censo de 2010 tenía una población de 518 habitantes y una densidad poblacional de 136,61 personas por km².

## Geografía
Farina se encuentra ubicada en las coordenadas 38°49′47″N 88°46′51″O / 38.82972, -88.78083. Según la Oficina del Censo de los Estados Unidos, Farina tiene una superficie total de 3.79 km², de la cual 3.77 km² corresponden a tierra firme y (0.48%) 0.02 km² es agua.

## Demografía
Según el censo de 2010, había 518 personas residiendo en Farina. La densidad de población era de 136,61 hab./km². De los 518 habitantes, Farina estaba compuesto por el 100% blancos, el 0% eran afroamericanos, el 0% eran amerindios, el 0% eran asiáticos, el 0% eran isleños del Pacífico, el 0% eran de otras razas y el 0% pertenecían a dos o más razas. Del total de la población el 0% eran hispanos o latinos de cualquier raza.